# Circuito Montañés
Het Circuito Montañés is een Spaanse wielerronde die in 1954 voor het eerst werd verreden. In 1963 vond de tot dan toe laatste editie plaats. In 1986 vond de wedstrijd weer doorstart en werd in 2010 wederom opgeheven. Sinds 2023 word deze wedstrijd weer verreden. Deze eendaagse wedstrijd vind plaats in de Spaanse regio Cantabrië.

## Lijst van winnaars

### Overwinningen per land
| Overwinningen | Land                                    |
| ------------- | --------------------------------------- |
| 23            | Spanje                                  |
| 3             | België                                  |
| 2             | Nederland, Rusland, Colombia, Frankrijk |
| 1             | Verenigde Staten, Litouwen              |